# نمایش هوایی

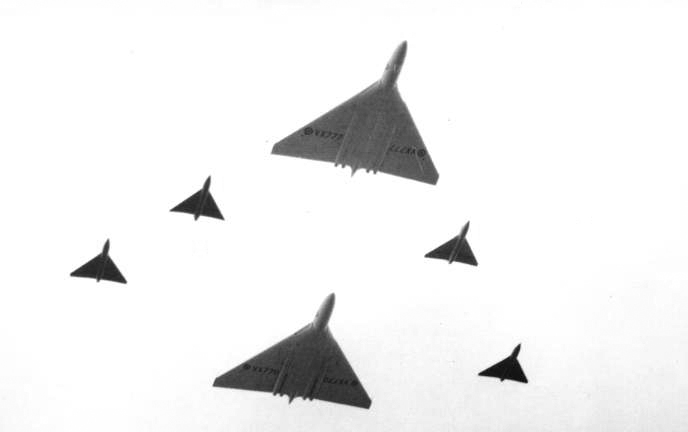
هواپیمای آورو ۷۰۷ در یک نمایش هوایی در سال ۱۹۵۳

نمایش هوایی (انگلیسی: Air show) یا نمایشگاه هوایی یا حرکات نمایشی هواپیماها یک گردهمایی عمومی است که در آن هواگردهای مختلف به ویژه هواپیماهای آکروجت حرکات نمایشی انجام می‌دهند. نمایشگاه هوایی پاریس، نمایشگاه هوایی سنگاپور، نمایشگاه هوایی دبی و نمایشگاه هوایی فارن‌بورو از نمایش‌های هوایی معروف هستند.
برخی از نمایشگاه‌های هوایی به‌عنوان یک سرمایه‌گذاری تجاری برگزار می‌شوند که در آن صنعت هواپیماسازی و سایر خدمات به مشتریان تبلیغ می‌شود. بسیاری از نمایش‌های هوایی برای پشتیبانی از خیریه‌های محلی، ملی یا نظامی برگزار می‌شود. شرکت‌های هوایی نظامی اغلب نمایش‌های هوایی را در فرودگاه‌های نظامی به‌عنوان یک تمرین یا برای یک تشکر ملی یا محلی، ارتقای مشاغل نظامی و ارتقای شهرت ارتش سازماندهی می‌کنند.